# Полонка
Полонка (рус. Полонка) река је на западу европског дела Руске Федерације. Протиче преко територија Дновског и Порховског рејона на истоку Псковске области, те по граници са Сољчанским рејоном Новгородске области. Десна је притока реке Шелоњ (притоке језера Иљмењ), те део басена реке Неве, односно Финског залива Балтичког мора.
У Шелоњ се улива на 125. километру у северним деловима града Порхова. Дужина водотока је 69 km, а површина сливног подручја око 473 km².
Најважније притоке су Ровка и Ужинка.